# Karjalainen
Pour les articles homonymes, voir Karjalainen (homonymie).
Karjalainen est un journal indépendant paraissant chaque jour à Joensuu.
Sa distribution s'élève à 44 728 exemplaires en 2011.